# Теверола
Теверола (итал. Teverola) — город в Италии, располагается в регионе Кампания, в провинции Казерта.
Население составляет 11 407 человек (на 2004 г.), плотность населения составляет 1618 чел./км². Занимает площадь 6 км². Почтовый индекс — 81030. Телефонный код — 081.
Покровителем коммуны почитается святой апостол Иоанн Богослов, празднование 27 декабря.